# Лобер, Жонатан
Жонатан Гаэтан Седрик Лобер (фр. Jonathan Gaëtan Cédric Lobert; 30 апреля 1985, Мец, Лотарингия, Франция) — французский яхтсмен, бронзовый призёр Олимпийских игр. Единственный представитель Франции, принёсший награду на Летних Олимпийских играх 2012 по парусному спорту (бронзовая медаль).
Некоторое время работал частным предпринимателем в области спортивных мероприятий. Дважды закрывался.

## Госудларственные награды
- Кавелер Ордена «За заслуги» (Франция) (31.12.2012)[2]

## Статистика

### Финн
| Соревнование/Год                   | 2011 | 2012 |
| ---------------------------------- | ---- | ---- |
| Летние Олимпийские игры            | -    | 3    |
| Чемпионат мира по парусному спорту | 6    | -    |